# Petit-duc à bec jaune
Otus icterorhynchus
Espèce
Statut de conservation UICN

 LC  : Préoccupation mineure
Statut CITES
Le Petit-duc à bec jaune (Otus icterorhynchus) est une espèce d'oiseaux de la famille des Strigidae.

## Répartition
Cette espèce vit en Afrique équatoriale.

## Sous-espèces
D'après la classification de référence (version 14.1, 2024) de l'Union internationale des ornithologues, le Petit-duc à bec jaune possède 2 sous-espèces (ordre philogénique) :
- Otus icterorhynchus icterorhynchus (Shelley, 1873) ;
- Otus icterorhynchus holerythrus (Sharpe, 1901).